# Kwajongen
Kwajongen, ook wel bekend als troeven, is een kaartspel. Het wordt doorgaans met vier spelers gespeeld, maar het kan ook met zes spelers worden gespeeld. Het spel wordt vooral gespeeld in Belgisch Limburg, waar er regelmatig kaarttoernooien in de lokale cafés worden georganiseerd.

## Basisspel
Kwajongen wordt gespeeld met 24 kaarten: de kaarten met waarde hoger dan 8. Het spel wordt gespeeld met twee teams en er is vast partnerschap. Bij vier spelers zijn de spelers schuin tegenover elkaar partners, bij zes spelers zitten partners en tegenstanders afwisselend langs elkaar.
De teams kunnen worden bepaald met een ronde boeren delen: er wordt aan iedere speler een kaart uitgedeeld tot er in het totaal twee boeren (bij zes spelers drie boeren) worden gedraaid. De spelers met de boeren vormen samen een team en moeten schuin tegenover elkaar gaan zitten.

### Spelverloop
Elke speelronde begint met het delen van de kaarten. De deler deelt in de richting van de klok twee kaarten aan iedere speler, zichzelf geeft hij één kaart die open wordt neergelegd. Deze kaart is troef. Daarna geeft de deler nog twee kaarten aan de spelers, zelf krijgt hij drie kaarten. De deler neemt de troefkaart in de hand nadat alle spelers de kaart hebben gezien.
Daarna wordt beginnend vanaf de persoon rechts van de deler gevraagd of hij/zij speelt. Een speler kan spelen of passen. Indien een speler speelt, moet zijn team proberen meer punten te halen dan de tegenstanders. De andere spelers hoeven niet meer te zeggen of ze spelen of niet. Er volgen dan vier slagen waarbij de speler rechts van de deler de eerste slag mag beginnen. Indien er niet wordt gespeeld, begint een nieuwe spelronde waarbij de deler de volgende speler in de rij is.

### Slagverloop
De spelrichting is met de wijzers van de klok mee. De speler is verplicht kleur te bekennen, maar mag een troefkaart op ieder moment opgooien. De speler met de hoogste kaart in de beginkleur, of hoogste troef als deze gegooid is, wint de slag en mag de volgende slag beginnen.

### Puntentelling
De teams starten elk met 10 punten. Deze punten worden opgeschreven als takken in een boom: links de takken van het team dat de punten bijhoudt, rechts de takken van de tegenstanders.
Na iedere speelronde met vier slagen wordt er geteld welk team de meeste punten heeft gehaald in zijn slagen. Iedere kaart is een aantal punten waard: de boer is 1 punt waard, de vrouw 2, de heer 3 en de aas 4. Er zitten dus maximaal 40 punten in het spel. 
Indien het spelende team meer punten heeft gehaald dan de tegenstanders, wordt bij de takken van het spelende team één tak uitgeveegd; dat wil zeggen doorstreept. Indien het spelende team alle punten heeft verzameld, heeft dit team "kapot gespeeld" en worden er twee takken uitgeveegd. Indien de tegenstanders meer punten hebben dan het spelende team, hebben de tegenstanders "aangespeeld" en wordt er bij hen een tak weggeveegd en bij het verliezende, spelende team een tak bijgetekend. Wanneer beide teams hetzelfde aantal punten hebben behaald, verliest het spelende team. Hierbij wordt er dus een tak weggeveegd bij de tegenstanders en een tak bijgetekend bij het verliezende, spelende team.
Het spel eindigt wanneer een team geen takken meer heeft: dat team heeft dan gewonnen.

## Varianten
Vuile wasWanneer een speler geen punten in zijn hand heeft (dus enkel negens en tienen), kan hij kiezen om zijn kaarten open te leggen in plaats van de spelen of te passen. Hij maakt dan kenbaar dat hij "vuile was" heeft. De spelronde wordt dan niet gespeeld, ook al heeft er al een andere speler kenbaar gemaakt dat hij speelt. De deler rechts van de vorige deler begint te delen, en een nieuwe spelronde begint.
De speler is niet verplicht om zijn vuile was open te leggen. Het kan bijvoorbeeld dat zijn medespeler al speelt, of hij heeft bijvoorbeeld twee troeven vast. Een speler mag niet eerst passen en daarna nog vuile was leggen; hij moet dit beslissen als hij aan de beurt is. Een speler mag wel nog vuile was open leggen als een speler voor hem speelt.
Vier boerenWanneer een speler vier boeren heeft, kan hij zijn kaarten openleggen. Zijn team wint dan het volledige spel.
PassenspelMen kan kiezen om het spel met een "passenspel" te spelen. Dit kan op twee manieren:
- Een spelronde is een "passenspel" wanneer alle spelers passen
- Een spelronde is een "passenspel" wanneer beide teams op het einde van een spelronde precies evenveel punten hebben.

Als er een passenspel is, wordt in de volgende spelronde bij het winnende team een tak extra uitgeveegd. Als bij deze spelronde iedereen past, stopt deze regel echter met gelden.